# Sin dejar huella
 Sin dejar huella  es una película mexicana en coproducción con España de género drama, y la distribución del film fue a cargo de Venevisión Internacional, se filmo en localizaciones de Ciudad Juárez, Chihuahua, San Gerónimo Chihuahua, Veracruz y Cancún Quintana Roo, en el año 2000 y su estreno fue el 23 de marzo de 2001 en las salas de México, bajo la dirección de María Novaro directora de la película Danzón, considerada una de las 100 películas del cine mexicano.

## Sinopsis
Sin Dejar Huella conocida también en los Estados Unidos con los títulos Leaving No Trace o Without a Trace, narra el encuentro de la madre soltera con dos hijos "Aurelia" (Tiaré Scanda ) y la traficante de arte prehispánico "Ana" (Aitana Sánchez-Gijón), dos vivales que viajan por todo el país desde Ciudad Juárez a Veracruz y a Cancún, perseguidas por dos policías corruptos "Mendizabal" y "El chaparro" y por dos narcos "Saúl" y "El primo".
Una historia que muestra el valor de la amistad, la búsqueda de un futuro abierto, el retrato de un México contradictorio, la fuerza de la maternidad, la solidaridad, la naturaleza femenina, el amor a la vida, el engaño, la supervivencia y la tenacidad.

## Reparto
- Aitana Sánchez-Gijón... Ana
- Tiaré Scanda... Aurelia
- Jesús Ochoa... Mendizabal
- Martín Altomaro... Saúl
- José Sefamí... "El chaparro"
- Juan Manuel Bernal... "El primo"
- Edmundo Sotelo... "Tiro loco"
- Walberto Goldstein... Policía Judicial Federal.
- Rodolfo Rodobertti... Agente.
- Elijah Keylon... Juan el Feo.

## Nominaciones
- Ganadora del premio a la crítica en el Festival de Cine de Sundance.
- Premio del público en la Muestra Internacional de Cine de Guadalajara.
- Dos Premios Ariel
- Mejor fotografía
- Mejores efectos especiales, con 5 nominaciones.

## Banda sonora
La banda sonora tiene 14 temas (norteño, rumbero, costeño, rupestre, y cumbiachero).
En ella, hay un dueto de Ana Gabriel y Juan Gabriel, "Amor aventurero", además de otros temas de: Carlos y José, Exterminador, Los Tigres del Norte, Bronco, Chuchumbé, La Iguana, Jaime López, La guanabana, Son de madera, Disco azúcar, Juan Formell y Van-Van.